# Tuiharpalus moorei
Tuiharpalus moorei – gatunek chrząszcza z rodziny biegaczowatych i podrodziny Harpalinae.

## Taksonomia
Gatunek opisali w 2005 roku André Larochelle oraz Marie-Claude Larvière. Holotypem jest samiec, a paratypami parka. Nazwa została nadana na cześć Barry'ego P. Moore'a.

## Opis
Ciało długości od 8 do 8,5 mm, silnie wypukłe, lśniąco brązowe z jaśniejszą głową i pezedpleczem, a czułkami, bocznymi zagłębieniami przedplecza, odnóżami i głaszczkami rudymi, silnie błyszczące bez metalicznego połysku. Mikrorzeźba głowy słaba i izodiametryczna, przedplecza słaba i umiarkowanie poprzeczna, a pokryw silnie poprzeczna i płytka. Głowa na wysokości oczu węższa od szerokości wierzchołka przedplecza, z przodu płaska, a z tyłu nieco wypukła. Przyjęzyczki dłuższe od języczka. Głaszczki wierzchołkowo nieścięte, rzadko i umiarkowanie długo owłosione. Przedostatni człon głaszczków wargowych o 2-3 długich i 1-4 krótkich szczecinkach na przednim brzegu. Przedplecze silnie poprzeczne, najszersze przed środkiem, o niezafalowanych bokach słabo zbiegających się ku obrzeżonej, tak węższej niż pokrywy nasadzie. Wierzchołek przedplecza wklęśnięty. Przednie kąty prawie trójkątne, a tylne szeroko zaokrąglone. Dołki przypodstawowe nieobecne. Punktowanie przedplecza obecne, szeroko rozprzestrzenione. Episternity zatułowia szersze niż długie. Pokrywy najszersze około połowy długości, o ramionach zaokrąglonych bez ząbka, przedwierzchołkowym zafalowaniu umiarkowanym, rządkach przytarczkowych nieobecnych, międzyrzędach rzadko punktowanych i nieco wypukłych, a międzyrzędach 3, 5 i 7 z rzędem uszczecinionych punktów. Edeagus w widoku bocznym silnie łukowaty, o wierzchołku tępo zaokrąglonym, a w widoku grzbietowym asymetryczny o ostium odgiętym w prawo, z dyskiem wierzchołkowym zaokrąglenie trójkątnym, a wewnętrzną torebką nieuzbrojoną.

## Biologia i ekologia
Zamieszkuje rejony nizinne. Występuje w wilgotnych lasach, wzdłuż strumieni. Żyje w ściółce. Prowadzi nocny tryb życia. Za dnia kryje się kamieniami i opadłymi liśćmi.

## Występowanie
Gatunek ten jest endemitem Nowej Zelandii. Znany wyłącznie z Wyspy Północnej.